# مود كيج باوم
مود كيج باوم (بالإنجليزية: Maud Gage Baum)‏ هي كاتِبة أمريكية، ولدت في 27 مارس 1861، وتوفيت في 6 مارس 1953.